# Thecaphora trailii
Thecaphora trailii är en svampart som beskrevs av Cooke 1883. Thecaphora trailii ingår i släktet Thecaphora och familjen Glomosporiaceae.   Inga underarter finns listade i Catalogue of Life.